# Бушля рудошия
Бушля рудошия (Tigrisoma lineatum) — вид пеліканоподібних птахів родини чаплевих (Ardeidae).

## Поширення
Ареал виду простягається від півдня Мексики до північної частини Аргентини та Уругваї. Мешкає у водно-болотних угіддях. Трапляється на висоті до 500 м, хоча в Колумбії зареєстрована навіть на висоті 1600 м

## Опис
Це чапля середнього розміру, завдовжки 66–76 см, вагою від 630 до 980 г. Статі однакового забарвлення. Голова, шия та груди темно-руді, з білою смугою по центру передньої частини шиї. Решта його верхньої частини бурувата з дрібними чорними смужками, живіт і підхвістя вохристо-коричневі, а боки мають чорно-білі смуги. Хвіст чорний, з вузькою смугою білого кольору. Міцний дзьоб від жовтуватого до тьмяного кольору, а ноги тьмяно-зелені. Райдужка, лоральна ділянка та орбітальне кільце яскраво-жовті.

## Спосіб життя
Поза сезоном розмноження веде самотній спосіб життя. Полює вздовж річок, стоячи на березі або на каменях у річці з частково витягнутою шиєю. Її здобиччю є в основному риба, яку він ловить, вколюючи дзьобом, хоча також споживає великих комах. Будує платформне гніздо з паличок і ліан.

## Підвиди
Включає два підвиди:
- T. l. lineatum (Boddaert, 1783) — від Гондурасу на південь до Болівії та амазонської Бразилії.
- T. l. marmoratum (Vieillot, 1817) — південно-східна Болівія, південь Бразилії та північ Аргентини.